# Lac Supérieur
Ne doit pas être confondu avec Lac Supérieur (îles Kerguelen).
Le lac Supérieur est le plus grand des Grands Lacs d’Amérique du Nord. Sa superficie (82 350 km2) en fait le plus vaste lac d'eau douce au monde. Il est à cheval entre les États-Unis et le Canada.

## Géographie

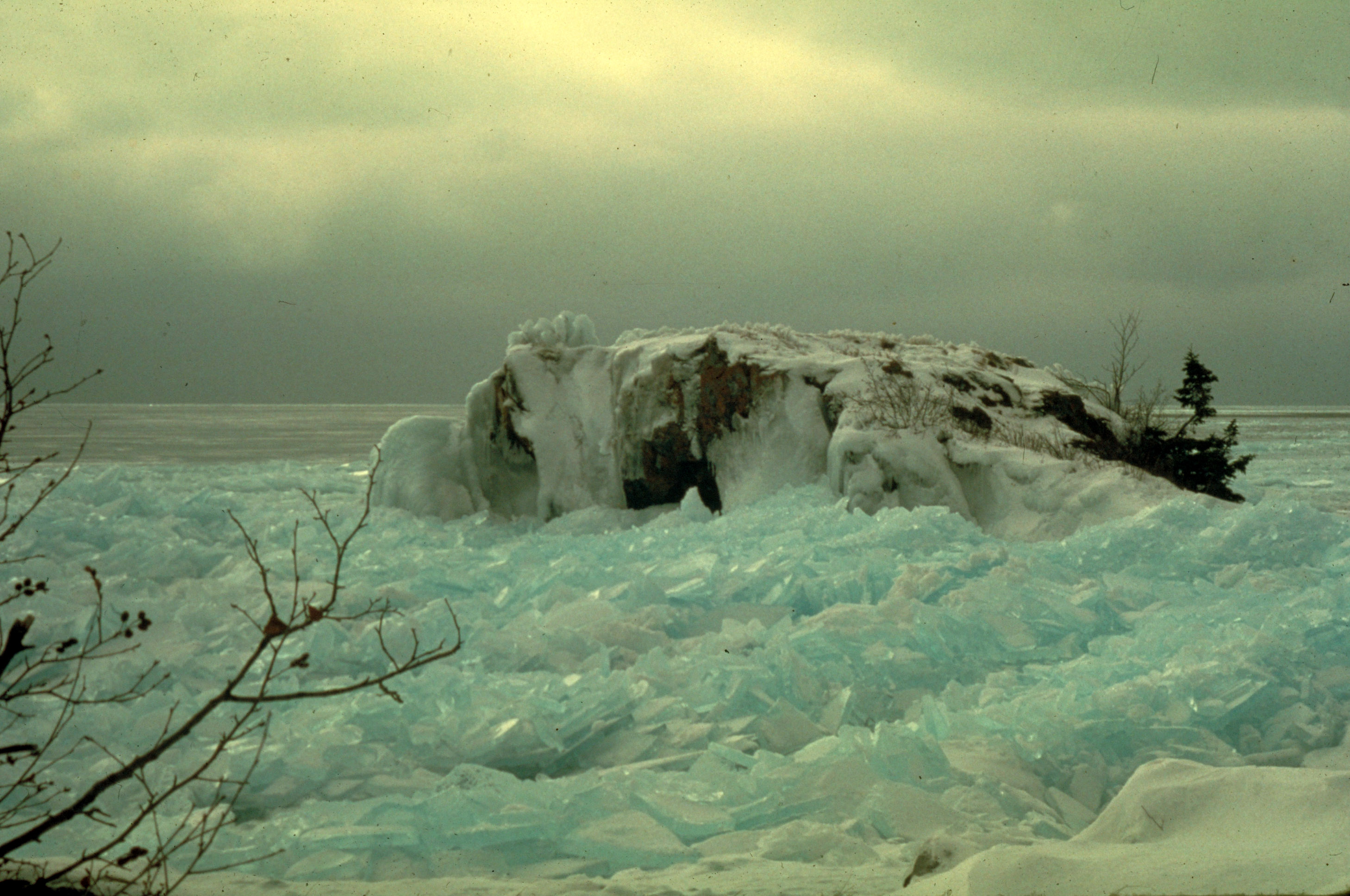
Accumulation de glace en hiver, sur le littoral sud (Minnesota).

Le lac Supérieur s'étend sur 82 350 km2, partagés entre le Canada (28 750 km², ce qui le met au second rang des superficies lacustres canadiennes après le lac Huron) et les États-Unis (53 600 km²). Le lac Supérieur est plus vaste que la République tchèque ; ses longueurs et largeurs maximales sont respectivement de 563 km et 257 km. Sa profondeur moyenne est de 146,8 m et atteint un maximum de 406 m. Le lac Supérieur contient 12 232 km3 d’eau (12 232 milliards de mètres cubes - 10 % de l'eau douce libre de surface de la Terre) et compte 4 393 km de rivages, y compris ses îles. La durée de rétention de 191 ans correspond à un apport moyen de 2030 m3/s
Il baigne la province de l'Ontario (Canada) au nord, et les États du Minnesota, du Wisconsin et du Michigan (États-Unis) au sud. L’île la plus grande du lac est l'Isle Royale, rattachée au territoire de l’État du Michigan et désignée réserve internationale de la biosphère par l’UNESCO.

## Hydrologie
Plus de 200 rivières débouchent sur ce lac, dont la rivière Nipigon, la Saint-Louis, la Pigeon, la Pic, la White, la Michipicoten, et la Kaministiquia. Le lac se jette dans le lac Huron par la rivière Sainte-Marie. Le saut Sainte-Marie sur cette rivière nécessite les écluses du Sault, une partie de la voie maritime du Saint-Laurent, pour franchir la différence de 7,5 mètres entre les lacs Supérieur et Huron.

## Province du Lac Supérieur
Le toponyme du lac Supérieur a été retenu également pour désigner la province géologique du Lac Supérieur qui est une des provinces géologiques du bouclier canadien. Aussi dite la province du Supérieur, elle occupe une superficie de 2 000 000 km2, et sa création remonte à l'Archéen supérieur (ou Néoarchéen) (de 2,5 à 2,8 milliards d'années).
La province du Supérieur coiffe la rive nord du lac Supérieur, et occupe la majeure partie de la surface de l'Ontario ; elle s'étend vers l'est sur une large partie du Québec et vers l'ouest sur une portion du Manitoba. Les provinces géologiques qui lui sont adjacentes sont à l'ouest la Plate-forme de l'Intérieur, au nord la province de Churchill et la plate-forme de la baie d'Hudson, au nord-est de nouveau la province de Churchill, au sud-est la province de Grenville, et au sud la province du Sud.

## Histoire et populations
À l’origine, les habitants de la région du lac Supérieur étaient les Amérindiens Ojibwé (Anishinabe). Jean Nicolet fut le premier Européen à voir ce lac lors de son voyage de 1621-1623.
Son étymologie a pour origine des explorateurs français relatant son altitude plus élevée par rapport à tous les autres Grands Lacs. 
Plusieurs villes importantes se trouvent sur les abords du lac, notamment Duluth (Minnesota), Thunder Bay (Ontario), Marquette (Michigan), Sault-Sainte-Marie (Ontario) et Sault Ste. Marie (Michigan).
Les terres qui l’entourent en Ontario, au Minnesota, au Wisconsin et au Michigan présentent d’importantes ressources minières dont le cuivre, le fer, l’argent, l’or et le nickel. Leur exploitation a été source de diverses pollutions. Plusieurs villes se sont développées grâce à une activité minière actuelle ou passée. Le lac lui-même reste une voie importante du transport de minerai de fer.
Le 24 novembre 1918, deux chalutiers armés français de la classe Navarin, construits à Fort William en Ontario, l’Inkerman et le Cerisoles, disparaissent sans laisser de trace, victimes de la tempête qui sévissait ce jour-là, dans la traversée du Lac Supérieur alors qu'ils étaient en chemin pour rejoindre la France.

## Tourisme

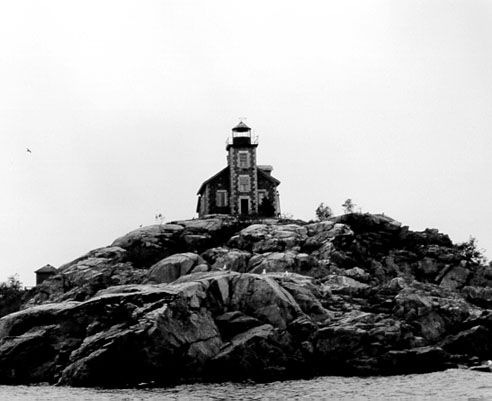
Le phare de l'île de Granite Island.

La région, avec un habitat dispersé autour du lac, attire les touristes par ses côtes et paysages austères ; l'exploitation de ce phénomène représente, aujourd'hui, un secteur important de son économie. 
Plusieurs lieux pittoresques se trouvent aux abords du lac, dont : 
- le parc national de Pukaskwa (Canada),
- l’Apostle Islands National Lakeshore (États-Unis),
- le parc national d'Isle Royale (États-Unis),
- le Grand Island National Recreation Area (États-Unis),
- le Pictured Rocks National Lakeshore (États-Unis).